# Marie-Marguerite-Élisabeth de Rupelmonde
Marie-Marguerite-Élisabeth de Rupelmonde (geboren als Marie-Marguerite-Élisabeth d’Alègre 1688; gestorben 31. Mai 1752 in Bercy) war eine französische Hofdame.

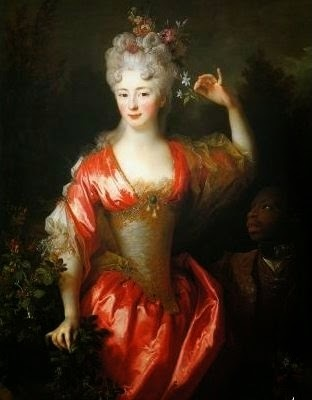
Madame de Rupelmonde mit ihrem Hofmohr, Porträt von Nicolas Largillière (ca. 1707)

## Leben
Marie-Marguerite-Élisabeth d’Alègre war die jüngste Tochter des Berufssoldaten Yves d’Alègre Marquis de Tourzel, der 1724 zum Marschall von Frankreich ernannt wurde, und der Jeanne de Garaud. Sie heiratete 1705 Maximilien-Philippe-Joseph de Récourt, Graf von Rupelmonde, aus Flandern, sie hatten den Sohn Yves Marie de Recourt (1707–1745). Ihr Mann fiel 1710 als französischer Offizier im Spanischen Erbfolgekrieg in Villaviciosa, der Sohn war ebenso Offizier und fiel 1745 in der Schlacht bei Pfaffenhofen.
De Rupelmonde lebte als Hofdame und gut versorgte Witwe in Versailles und nahm laut dem Hofberichterstatter Louis de Saint-Simon an den Intrigen des Hoflebens teil.
Bei einer mehrwöchigen Reise nach Cambrai, Brüssel und Den Haag wurde sie 1722 von dem wenige Jahre jüngeren Voltaire, einem Vordenker der Aufklärung, begleitet. Voltaire widmete ihr später das Gedicht Les deux amours. A Mme de Rupelmonde. Nach dem Tod ihres Vaters 1733 ließ sie das Schloss in Saint-Cirgues-sur-Couze renovieren.
Sie ist in der Kirche Église Saint-Maclou de Conflans-Sainte-Honorine begraben. Ihr Erbe ging an die Kinder ihrer Schwester Marie-Emmanuelle de Maillebois und deren Mann, dem Marschall Jean-Baptiste Desmarets de Maillebois.